# Selección de fútbol de las Dos Sicilias
La selección de fútbol de las Dos Sicilias es un combinado regional integrado por jugadores originarios de las actuales provincias italianas que en su día formaron el Reino de las Dos Sicilias (sur de Italia). El equipo está organizado por la Federazione Lega Calcio delle Due Sicilie.
Al no ser un estado soberano, no es miembro de la FIFA ni de la UEFA, por lo que son ilegibles para participar en clasificatorios para mundiales o Eurocopas. Sin embargo es miembro de la ConIFA desde mayo de 2020.

## Historia
La selección fue fundada en diciembre de 2008 como "combinado nacional de las Dos Sicilias" por iniciativa de Gugliemo Di Grezia y Antonio Pagano con el objetivo de participar en el Mundial 2009 de la VIVA, sin embargo no llegaron a clasificarse. El 30 de abril de 2009 jugaron su primer partido contra la selección de Padania en Darfo Boario Terme, Brescia con el resultado de empate a 0.
En 2010 se clasificaron para la VIVA que tuvo lugar en Gozo, Malta. Su primer rival fue el Kurdistán Iraquí con el resultado de 4-1 favorable al combinado kurdo. Su mejor puesto en el torneo fue cuarto tras caer por 2-0 ante Occitania.
El 23 de septiembre de 2010 participaron en la segunda edición del Trofeo del Mediterráneo contra Gozo y la ASD Castellana con resultado favorable en ambos partidos.

## Partidos
| Fecha                    | Sede             | Competición            |              | Rival             | Marcador |
| ------------------------ | ---------------- | ---------------------- | ------------ | ----------------- | -------- |
| 30 de abril de 2009      | Brescia, Italia  | Amistoso               | Dos Sicilias | Padania           | 0-0      |
| 23 de septiembre de 2009 | Avellino, Italia | Amistoso               | Dos Sicilias | Cerdeña           | 3-0      |
| 31 de mayo de 2010       | Gozo, Malta      | Copa Mundial VIVA 2010 | Dos Sicilias | Kurdistán         | 1-4      |
| 1 de junio de 2010       | Gozo, Malta      | Copa Mundial VIVA 2010 | Dos Sicilias | Provenza          | 1-0      |
| 4 de junio de 2010       | Gozo, Malta      | Copa Mundial VIVA 2010 | Dos Sicilias | Padania           | 0-2      |
| 5 de junio de 2010       | Gozo, Malta      | Copa Mundial VIVA 2010 | Dos Sicilias | Occitania         | 0-2      |
| 10 de junio de 2012      | Carrara, Italia  | Amistoso               | Dos Sicilias | Cerdeña           | 3-2      |
| 8 de diciembre de 2021   | Livorno, Italia  | Amistoso               | Dos Sicilias | Isla de Elba      | 1-1      |
| 27 de noviembre de 2023  | Scafati , Italia | Amistoso               | Dos Sicilias | Cantón del Tesino | 2-1      |

## Estadísticas

### Copa Mundial VIVA
| Año   | Posición     | PJ           | PG           | PE           | PP           | GF           | GC           |
| ----- | ------------ | ------------ | ------------ | ------------ | ------------ | ------------ | ------------ |
| 2006  | No participó | No participó | No participó | No participó | No participó | No participó | No participó |
| 2008  | No participó | No participó | No participó | No participó | No participó | No participó | No participó |
| 2009  | No participó | No participó | No participó | No participó | No participó | No participó | No participó |
| 2010  | 4.º          | 4            | 1            | 0            | 3            | 2            | 8            |
| 2012  | No participó | No participó | No participó | No participó | No participó | No participó | No participó |
| Total | Mejor: 4.º   | 4            | 1            | 0            | 3            | 2            | 8            |

| Copa Europa de ConIFA | Copa Europa de ConIFA | Copa Europa de ConIFA | Copa Europa de ConIFA | Copa Europa de ConIFA | Copa Europa de ConIFA | Copa Europa de ConIFA | Copa Europa de ConIFA | Copa Europa de ConIFA |
| Año                   | Posición              | PJ                    | PG                    | PE                    | PP                    | GF                    | GC                    |                       |
| --------------------- | --------------------- | --------------------- | --------------------- | --------------------- | --------------------- | --------------------- | --------------------- | --------------------- |
| 2015                  | No participó          | No participó          | No participó          | No participó          | No participó          | No participó          | No participó          |                       |
| 2017                  | No participó          | No participó          | No participó          | No participó          | No participó          | No participó          | No participó          |                       |
| 2019                  | No participó          | No participó          | No participó          | No participó          | No participó          | No participó          | No participó          |                       |
| 2021                  | Por disputarse        | Por disputarse        | Por disputarse        | Por disputarse        | Por disputarse        | Por disputarse        | Por disputarse        |                       |
| Total                 | 0/3                   | 0                     | 0                     | 0                     | 0                     | 0                     | 0                     |                       |